# کلودین مفمتو
کلودین مفمتو (انگلیسی: Claudine Meffometou؛ زادهٔ ۱ ژوئیهٔ ۱۹۹۰) بازیکن فوتبال اهل کامرون است.
وی همچنین در تیم ملی فوتبال زنان کامرون بازی کرده است.